# AB William Farre
AB William Farre var ett svenskt företag som tillverkade dragspel, violiner och Pathéfon-skåp i Sundbybergs köping. Företaget grundades 1919 av William Farre (1874-1950). Företaget gick i konkurs 28 november 1924. Hösten 1924 såldes tomten till orgelfirman Åkerman & Lund.

## Historia
Sommaren 1917 köpte Farre en tomt i Sundbybergs köping för att bygga en fabrik. 

## Tillverkning
På fabriken tillverkade sex personer violiner och fem till sex personer tillverkade dragspel.